# Billac
Billac – miejscowość i gmina we Francji, w regionie Nowa Akwitania, w departamencie Corrèze.
Według danych na rok 1990 gminę zamieszkiwało 211 osób, a gęstość zaludnienia wynosiła 30 osób/km² (wśród 747 gmin Limousin Billac plasuje się na 420. miejscu pod względem liczby ludności, natomiast pod względem powierzchni na miejscu 618.).

## Populacja

Populacja Billac w latach 1962–2008